# Hülya Düber

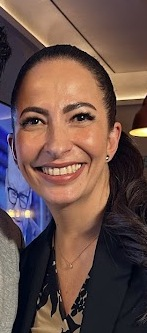
Hülya Düber (2025)

Hülya Düber (* 5. Juli 1978 in Miltenberg) ist eine deutsche Politikerin (CSU) und promovierte Juristin. Seit der Bundestagswahl 2025 ist sie Mitglied des Deutschen Bundestages in der CDU/CSU-Fraktion.

## Leben und Ausbildung
Hülya Düber (geborene Bandak) kam 1978 in Miltenberg, Bayern, als Tochter türkischer Gastarbeiter zur Welt. Bis zu ihrem dritten Lebensjahr sprach sie noch kein Deutsch, das sie erst im Kindergarten zu lernen begann. Sie wuchs in Bürgstadt im Landkreis Miltenberg auf. Nach dem Abitur am Johannes-Butzbach-Gymnasium in Miltenberg absolvierte sie von 1998 bis 1999 ein Freiwilliges Soziales Jahr (FSJ) in der ambulanten Alten- und Krankenpflege beim Deutschen Roten Kreuz in Wiesbaden, wo ihr aufgrund ihrer guten Arbeitsleistung nahegelegt wurde, Krankenpflegerin zu werden. Anschließend studierte sie von 1999 bis 2004 Rechtswissenschaften an der Julius-Maximilians-Universität Würzburg. Sie war danach als Doktorandin am Institut für Rechtsgeschichte der Universität Würzburg und am Institut für Rechtsvergleichung der Universität Ankara tätig. Ihre Promotion zum Thema „Die Rezeption des schweizerischen Zivilgesetzbuches in der Türkei“ schloss sie 2007 ab. 2008 wurde diese von der Unterfränkischen Gedenkjahrsstiftung ausgezeichnet.

## Beruflicher Werdegang
Nach dem Rechtsreferendariat am Oberlandesgericht Bamberg arbeitete Düber von 2009 bis 2010 als Rechtsanwältin in Würzburg. Ab Juni 2010 bis August 2013 war sie, mit einer Unterbrechung durch die Elternzeit, als Rechtsrätin und Leiterin des Fachbereichs Baurecht in der Stadtverwaltung Würzburg tätig. Anschließend war sie von September 2013 bis Dezember 2014 Leiterin des Fachbereichs Allgemeine Bürgerdienste im Würzburger Rathaus und seit Januar 2014 Dozentin an der Bayerischen Verwaltungsschule in München.
Sie wurde am 4. Dezember 2014 mit 38 von 49 Stimmen vom Stadtrat zur Sozialreferentin gewählt, um Robert Scheller in dieser Funktion für eine Amtszeit von sechs Jahren nachzufolgen. Sie trat ihr Amt am 1. Januar 2015 an. Am 14. November 2019 erfolgte ihre Wiederwahl für eine zweite Amtszeit von 1. Januar 2021 bis zum 31. Dezember 2026.

## Politische Karriere

### Bezirkswahl
Politisch engagiert ist Düber seit 2018 im Bezirkstag als Fraktionsvorsitzende der CSU von Unterfranken. So trat sie am 14. Oktober 2018 als parteilose Kandidatin für die CSU bei der Wahl zum Bezirkstag an und erhielt im Wahlkreis 610 Würzburg-Stadt die meisten Stimmen als Direktkandidatin. Am 8. Oktober 2022 wählten die Delegierten der CSU-Versammlung im Zusammenhang mit den Land- und Bezirkstagswahlen 2023 Andrea Behr und Hülya Düber als CSU-Direktkandidatinnen im Stimmkreis Würzburg-Stadt mit Rottendorf und Gerbrunn, wobei sie eine außergewöhnlich hohe Zustimmung von 97 % bzw. 92 % erhielten. Es existierten keine weiteren Kandidaten oder Kandidatinnen. Am 8. Oktober 2023 errang sie bei der Bezirkswahl erneut das Direktmandat im Wahlkreis Würzburg-Stadt, indem sie 32,15 % der abgegebenen gültigen Erststimmen bei einer Wahlbeteiligung von 74,28 % erhielt.

### Bundestagswahl 2025
Da Paul Lehrieder, der Inhaber des Direktmandats für den Bundestagswahlkreis Würzburg, aus Altersgründen bei der außerplanmäßigen Bundestagswahl im Frühjahr 2025 nicht mehr kandidierte, wurden bereits im März 2024 erste Vorentscheidungen in der CSU getroffen, wen die Partei für die Direktkandidatur nominieren wird. Laut einem Artikel der Main-Post vom 11. März 2024 existierte bereits eine Kandidatin, und zwar Hülya Düber. Es war jedoch noch unklar, ob sie ins Rennen geht, da auch Marc Zenner als Kandidat für den CSU-Kreisverband Würzburg-Land diskutiert wurde. Hülya Düber wurde am 22. September 2024 in der Sporthalle von Eibelstadt bei einer Kampfabstimmung von den 160 Delegierten der beiden CSU-Kreisverbände Würzburg-Stadt (54 Delegierte) und Würzburg-Land (106 Delegierte) mit 88 Stimmen als Direktkandidatin ihrer Partei für den Bundestagswahlkreis Würzburg nominiert.
Hülya Düber wurde bei der Bundestagswahl am 23. Februar 2025 mit 39,1 % der gültigen Stimmen und einer Wahlbeteiligung von 86,4 % als Direktkandidatin der Würzburger CSU und Nachfolgerin von Paul Lehrieder in den Deutschen Bundestag gewählt. Im Landkreis Würzburg erreichte sie bei einer Wahlbeteiligung von 88,5 % 44,2 % der abgegebenen gültigen Stimmen, vor Jessica Hecht vom Bündnis 90/Die Grünen mit 14,2 %.
Im 21. Deutschen Bundestag ist Düber ordentliches Mitglied im Ausschuss für Arbeit und Soziales sowie im Ausschluss für Bildung, Familie, Senioren, Frauen und Jugend. Sie ist außerdem stellvertretendes Mitglied im Innenausschuss.

## Privatleben und Ehrenamt
Düber ist verheiratet mit Henning Düber und Mutter von zwei Kindern. Sie hat eine Zwillingsschwester. 2001 wurde Düber in Deutschland eingebürgert.
Sie ist zudem ehrenamtlich in verschiedenen regionalen Institutionen aktiv. So engagiert sie sich bei den Alumni des Deutschen Akademischen Austauschdienstes (DAAD) sowie in der Forschungsorganisation für das Weltflüchtlingsproblem und ist Mitglied einer Elterninitiative, die sich mit einer angeborenen Stoffwechselstörung beschäftigt.